# Рівень життя
Рі́вень життя́ — характеристика економічного добробуту населення, що вимірюється як реальний дохід на душу населення та кількість населення за межею бідності. 

## Зміст
Часто також приймаються до уваги доступ до системи охорони здоров'я, економічна нерівність, рівень освіти, доступ до певних товарів, очікувана тривалість життя при народженні. Часто терміну протиставляється термін «якість життя», що також приймає до уваги різноманітні неекономічні показники.

## Основні параметри
Життєвий рівень населення залежить, з одного боку, від способу виробництва, який характеризується відносинами власності, рівнем розвитку матеріальної бази суспільства, сфери послуг та суспільною продуктивністю праці, а з іншого - від способу життя, що визначається загальними проявами життєдіяльності людини, а саме величиною потреб у різних життєвих благах та можливістю їх задоволення, виходячи з пропозиції товарів та послуг на ринку та реальних доходів населення. Отже, на рівень життя населення впливає ряд економічних, соціальних, політичних, культурних, інноваційних, екологічних та інших факторів.

## Показники
Для аналізу й оцінки життєвого рівня населення використовують різні показники, такі як обсяг валового внутрішнього продукту, національного і реального доходу на душу населення, обсяг послуг на душу населення, середній рівень заробітної плати, забезпеченість житлом та інші. Окрім того, життєвий рівень населення країни характеризують показники середньої тривалості життя, народжуваності і смертності населення. Протягом останніх 18 років чисельність населення України зменшилась на 5,7 млн осіб. Щорічні темпи скорочення населення становили за цей період 0,6-1%, в той час, як у розвинутих країнах світу його чисельність зростала зі швидкістю від 0,01% (Іспанія, Італія, Німеччина) до 0,04-0,07% (Данія, Франція, Нідерланди) у рік[1]. Кількість народжених в Україні у 2008 році становила 67,7% від кількості померлих. Позитивним є те, що цей показник зріс порівняно із 2007 роком на 7%, що свідчить про підвищення народжуваності у нашій країні порівняно з попередніми роками, хоча й досі коефіцієнт смертності перевищує коефіцієнт народжуваності на 5,37«, (у 2008 році коефіцієнт народжуваності становив 11,07оо, а коефіцієнт смертності - 16,37оо). На жаль, за рівнем смертності Україна посідає перше місце в Європі.
Поняття рівня життя населення містить три ключові аспекти: добробут населення, рівень людського розвитку та нагромадження людського капіталу.